# Ptilodactyla chujoi
Ptilodactyla chujoi is een keversoort uit de familie Ptilodactylidae. De wetenschappelijke naam van de soort is voor het eerst geldig gepubliceerd in 1991 door Nakane.